# Balsa labecula
Balsa labecula là một loài bướm đêm trong họ Noctuidae.